# トリノ映画祭
トリノ映画祭（トリノえいがさい、Torino Film Festival）は、イタリアのトリノで毎年開催されている映画祭である。略称はTFF。
1982年、ジャンニ・ロンドリーノによって創設された。歴代の芸術監督にはナンニ・モレッティやジャンニ・アメリオ、パオロ・ヴィルツィがいる。これまでにジョン・カーペンター、ウィリアム・フリードキン、ロバート・アルドリッチ、クロード・シャブロル、
ジョゼフ・ロージーといった監督のレトロスペクティヴがおこなわれた。後援やメディアの注目をめぐって、ローマ国際映画祭と過去に何度か衝突している。2012年、生涯功労賞が贈られるはずだったケン・ローチは、姉妹組織の国立映画博物館がアウトソーシングによって清掃と警備の給与と人員をカットしたことに抗議して、映画祭への出席を拒否した。